# Letlands flag
Det nationale lettiske flag blev genindført den 27. februar 1990. Det samme flag blev brugt af det uafhængige Letland fra 1918 og indtil landet blev en del af USSR i 1940.

## Historie
Det rød-hvide-røde lettiske flag blev første gang nævnt i kapitler i Ditleb von Alnpekes Livlands Rimkrønike (Livländische Reimchronik). Denne historiske kendsgerning placerer det lettiske flag blandt verdens ældste flag. Krøniken beretter om et slag, som fandt sted omkring 1280, hvor lettiske stammer fra Cēsis, en by i det nordlige Letland, drog i krig under en rød fane med en hvid stribe.
En legende fortæller, at en dødeligt såret høvding fra en lettisk stamme blev svøbt ind i et hvidt lagen. Den del af det, han lå på, forblev hvidt, mens de to kanter var plettet af hans blod. I det næste slag blev det blodplettede stof brugt som flag, og ifølge legenden var de lettiske krigere denne gang sejrrige og drev fjenden bort. Lige siden har lettiske stammer benyttet disse farver.
På den ovennævnte historiske baggrund designede kunstneren Ansis Cīrulis det nuværende flag i maj 1917. Det blev, sammen med det nationale våbenskjold, godkendt i dette format ved en speciel parlamentarisk forordning for Republikken Letland, vedtaget 15. juni 1921.

## Farver og proportioner
Den "røde" farve i det lettiske flag er i virkeligheden rødbrun, en særlig mørk tone sammensat af brun og rødviolet. Den betegnes sommetider som lettisk rød. Flagets farveproportioner er 2:1:2 (idet det øvre og nedre røde bånd begge er dobbelt så brede som det midterste hvide bånd), og forholdet mellem flaget højde og bredde er fastsat til 
Farvedefinition af flaget hvide farve
- PANTONE hvid

Farvedefinition af flaget røde farve
- PANTONE 201 C

Pantone "lettisk rød" CMYK
- Version 1 — C: 0%; M: 100%; Y: 65%; K: 47%;
- Version 2 — C: 27%; M: 97%; Y: 81%; K: 27%;

Farverne har en lille lighed med det østrigske flag, (den røde farve på Østrigs flag er dog ren rød). Proportionerne af farvebåndene svarer til dem, der findes i Botswanas flag.

## Flagregler
Letlands lovgivning bestemmer, at flaget og de nationale farver kan vises og bruges som illustrationer, hvis der vises flaget respekt. Tilintetgørelse af flaget, utilbørlig behandling eller ukorrekt flagning med det er belagt med straf. 
Flaget skal placeres mindst 2,5 m over jorden og være tilstrækkeligt fastgjort til flagstangen. Denne skal være længere end flagets længste side, være lige, hvidmalet og helst af træ. Flagknoppen skal være bredere end flagstangen. Når flaget ikke er hejst altid, skal det hejses ved solopgang og tages ned ved solnedgang. Hvis der flages for en højtidelighed eller en begravelse, skal flaget hejses før og nedtages efter begivenhedens afslutning.
Hvis der flages i sorg, skal et sort bånd med flagets halve længde også vaje fra flagstangen. Dog ikke, hvis der flages fra en skibsmast, hvor der til gengæld skal flages på halv stang.

### Flagning sammen med andre flag
Alle flag skal have samme størrelse og placeres i samme højde. Hvis der flages udendørs, placeres det nationale flag altid til venstre. Er der en række nationalflag, kan man dog sætte et flag i hver ende. Hvis andre nationers eller internationale organisationers flag vajer på linje med Letlands flag bestemmes deres rækkefølge efter lettisk, alfabetisk orden eller i henhold til det pågældende lands eller organisations protokol. Er to flag placeret indendørs, skal det nationale flag placeres til højre. Ved mange indendørs flag placeres det lettiske flag i midten og de øvrige i lettisk, alfabetisk orden. 

### Flagdage
- 16. februar — Litauens uafhængighedsdag
- 24. februar — Estlands uafhængighedsdag
- 25. marts (i sorg) — Til minde om ofrene for det kommunistiske folkedrab
- 1. maj — Arbejdets dag, forfatningens dag
- 4. maj — Anden uafhængighedsdag (1990)
- 14. juni (i sorg) — Til minde om ofrene for det kommunistiske folkedrab
- 17. juni (i sorg) — Begyndelsen af den sovjetiske besættelse af Letland
- 4. juli (i sorg) — Til minde om ofrene for jødeforfølgelsen
- 11. november — Lāčplēsis dag
- 18. november — Uafhængighedsdag (1918)
- Første søndag i december (i sorg) — Til minde om ofrene for det kommunistiske folkedrab

## Officielle flag

### Standarter

#### Letlands præsidentstandart
Letlands præsidentstandart er hvid med et retvinklet kors i nationalflagets farver og farveproportioner. Korset centrum er dækket af Letlands våbenskjold, hvis højde er 1/3 af standartens bredde, og centrum af solen i våbenskjoldet er også standardens centrum. Forholdet mellem bredden af nationalflagets farver og standartens er 1:5. Forholdet mellem standartens længde og bredde er 3:2.

#### Standart for Letlands ministerpræsident
Standarten for Letlands ministerpræsident er hvid med det symmetriske kors i farveforhold som nationalflaget. Letlands våbenskjold er placeret i øverste venstre felt og har en højde, der er 5/6 af feltets højde, og med solen i våbenskjoldet placeret i feltets centrum. Forholdet mellem bredden af de nationale farver og bannerets er 1:5. Forholdet mellem bannerets længde og bredde er 3:2.

#### Standart for Saeimaens formand
Standarten for Saeimaens formand er hvid med det symmetriske kors i farveforhold som nationalflaget. Letlands våbenskjold er placeret i øverste højre felt og har en højde, der er 5/6 af feltets højde, og med solen i våbenskjoldet placeret i feltets centrum. Forholdet mellem bredden af de nationale farver og bannerets er 1:5. Forholdet mellem bannerets længde og bredde er 3:2.

#### Standart for Letlands forsvarsminister
Standarten for Letlands forsvarsminister er hvid med det symmetriske kors i farveforhold som nationalflaget. I øverste venstre felt findes soldateremblemet, hvis højde er 3/5 af feltets højde. Forholdet mellem bredden af de nationale farver og bannerets er 1:5. Forholdet mellem bannerets længde og bredde er 3:2.

### Militærflag
| Flag    | Periode              | Brug                      | Beskrivelse |
| ------- | -------------------- | ------------------------- | ----------- |
| Letland | 1991–i dag 1919—1940 | Søværnet                  |             |
|         | 1991–i dag 1919—1940 | Søværnets gøs             |             |
|         | ?                    | Hærens øverstbefalende    |             |
|         | ?—i dag              | Søværnets øverstbefalende |             |
|         | ?—i dag              | Flotilleadmiral           |             |
|         | ?—i dag              | Kontreadmiral             |             |

### Militære vimpler
| Flag | Periode | Brug               | Beskrivelse |
| ---- | ------- | ------------------ | ----------- |
|      | ?—i dag | Flotillekommandør  |             |
|      | ?—i dag | Eskadronkommandør  |             |
|      | ?—i dag | Divisionskommandør |             |
|      | ?—i dag | Krigsskib          |             |

## Historiske flag
| Flag          | Periode   | Brug                                                 | Beskrivelse |
| ------------- | --------- | ---------------------------------------------------- | ----------- |
| Lettiske SSR  | 1953–1990 | Lettiske SSR                                         |             |
| Sovjetunionen | 1944–1953 | Lettiske SSR                                         |             |
| Tyskland      | 1941–1945 | Tysk besættelse (Reichskommissariat Ostland)         |             |
| Sovjetunionen | 1940–1941 | Sovjetisk besættelse (Lettiske SSR)                  |             |
|               | 1919–1920 | Den kortlivede Lettiske Socialistiske Sovjetrepublik |             |
|               | 1918      | Det kortlivede Forenede Baltiske Hertugdømme         |             |
|               | 1562–1795 | Hertugdømmet Kurland og Semgallen                    |             |